# Pyrunculus ovatus
Pyrunculus ovatus är en snäckart som först beskrevs av John Gwyn Jeffreys 1871.  Pyrunculus ovatus ingår i släktet Pyrunculus och familjen Retusidae. Inga underarter finns listade i Catalogue of Life.